# Slowakische Badminton-Mannschaftsmeisterschaft 2001
Die Slowakische Badminton-Mannschaftsmeisterschaft 2001 war die achte Auflage der Teamtitelkämpfe in der Slowakei. Meister wurde Spoje Bratislava.

## Endstand
| Platz | Team                 | Spiele | G | U | V | Spielpunkte | Punkte |
| ----- | -------------------- | ------ | - | - | - | ----------- | ------ |
| 1     | Spoje Bratislava A   | 10     | 9 | 0 | 1 | 61:19       | 18     |
| 2     | BK ATU Košice        | 10     | 8 | 0 | 2 | 58:21       | 16     |
| 3     | TJ Lokomotíva Košice | 10     | 6 | 1 | 3 | 53:27       | 13     |
| 4     | CEVA Trenčín A       | 10     | 4 | 1 | 5 | 40:40       | 9      |
| 5     | Benni Nitra          | 10     | 4 | 1 | 5 | 31:49       | 9      |
| 6     | Spoje Bratislava B   | 10     | 3 | 1 | 6 | 31:49       | 7      |
| 7     | CEVA Trenčín B       | 10     | 2 | 2 | 6 | 32:48       | 6      |
| 8     | Slávia Trnava        | 10     | 1 | 0 | 9 | 14:66       | 2      |